# Uijong av Goryeo
Uijong av Goryeo, född 1127, död 1173, var en koreansk monark. Han var kung av Korea 1146–1170.